# Digesto
Il Digesto (in latino Digesta) o Pandette (Pandectae) è una compilazione in 50 libri di frammenti di opere di giuristi romani realizzata su incarico dell'imperatore Giustiniano I. Promulgato il 16 dicembre 533 con la costituzione imperiale bilingue Tanta o Δέδωκεν entrò in vigore il 30 dicembre dello stesso anno.
Il Digesto è una parte del Corpus iuris civilis, una raccolta di materiale normativo e giurisprudenziale: il nome "digesto" deriva dal titolo delle raccolte effettuate da giuristi privati che utilizzavano appunto questo termine per indicare le antologie ragionate di iura. Le altre parti sono le Institutiones e il Codex. Una quarta parte, le Novellae Constitutiones, fu aggiunta successivamente.
Il termine "digesto" deriva dal latino digestus, participio perfetto del verbo digerere: "disporre classificando gli argomenti in modo ordinato"; i Digesti sono detti anche "Pandette", dal greco πανδέκται, "onnicomprensivi, riguardanti qualsiasi materia", per indicare la completezza delle norme della raccolta.

## Il progetto

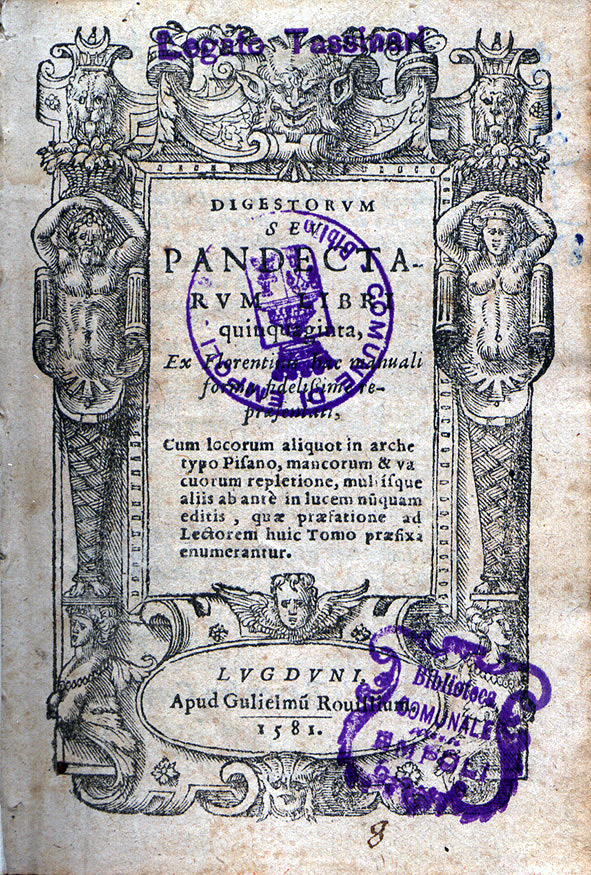
Digestorum, seu Pandectarum libri quinquaginta. Lugduni apud Gulielmu[m] Rouillium, 1581. Biblioteca Comunale "Renato Fucini" di Empoli

La gestazione dell'opera ha inizio il 15 dicembre 530, data in cui Giustiniano I promulga la costituzione Deo auctore ("Con l'aiuto di Dio"), con la quale dà incarico a Triboniano, quaestor sacri palatii (massimo consigliere giuridico dell'imperatore per la stesura di leggi o Costituzioni imperiali),
di raccogliere in un'unica opera i frutti della secolare produzione della giurisprudenza romana.
Per compiere l'immane opera di selezionare il vastissimo materiale giurisprudenziale, Triboniano forma una commissione composta da un lato da giuristi funzionari di stato, dall'altro da eminenti avvocati di Costantinopoli. La commissione risulta così composta da: Triboniano, che la presiede, Costantino, ministro del tesoro o comes sacrarum largitionum, i giuristi di Costantinopoli Teofilo e Cratino, i giuristi di Berytus (l'odierna Beirut) Doroteo e Anatolio, ed undici avvocati (Stefano, Mena, Prosdocio, Eutolmio, Timoteo, Leonide, Leonzio, Platone, Giacomo, Costantino, Giovanni).
Giustiniano conferisce ai compilatori la facoltà di apportare le modifiche ai testi giuridici ritenute necessarie al fine di eliminare le contraddizioni e di adeguarli al diritto vigente (cosiddette interpolazioni).
I Digesta vengono quindi promulgati da Giustiniano il 16 dicembre 533 con la costituzione bilingue latino-greca Constitutio Tanta o Δέδωκεν. L'entrata in vigore viene fissata per il 30 dicembre del medesimo anno. Sono punite le opere di rielaborazione del testo di legge; tuttavia, sono ammesse le traduzioni letterali in lingua greca, visto il loro carattere innocuo.
I compilatori si avvalgono di 9142 frammenti di opere di giuristi, di cui 6137 sono appartenenti ai cinque autori riportati nella legge delle citazioni. I frammenti sarebbero tratti da quasi 2000 libri, citati dallo stesso Giustiniano I nella costituzione Omnem e nella costituzione Tanta, messi a disposizione dei commissari, l'Index Florentinus ne riporta solamente 1625, ma non è da escludere l'ipotesi che i compilatori si sarebbero avvalsi di altre opere che non hanno fornito excerpta.
Il lavoro dei commissari si conclude dopo soli tre anni, un tempo sorprendentemente breve vista la mole di opere giuridiche che i compilatori utilizzarono per la composizione dell'opera.

## La struttura dell'opera e suo utilizzo
Il Digesto è composto da 50 libri. Ciascun libro è diviso in titoli, ogni titolo ha una propria rubrica indicante l'argomento trattato. All'interno dei titoli sono ordinati i frammenti delle opere della giurisprudenza romana. I frammenti sono preceduti dalla inscriptio con il nome del giurista che ne è l'autore, l'opera e il numero del libro dal quale è tratto.
I frammenti più lunghi sono stati divisi, dagli interpreti medioevali in principium e successivi paragrafi. Unica eccezione è costituita dai libri 30, 31 e 32 che non sono divisi in titoli ma ricompresi nell'unico titolo De legatis et fideicommissis. Il giurista maggiormente citato è Ulpiano.
Questa opera veniva utilizzata sia per la pratica forense sia per la scuola, infatti era oggetto degli studi degli studenti di diritto dal 2º al 4º anno.
La suddivisione è tale:
- I - IV: Principi generali (Prota)
- V - XI: Tutela della proprietà e dei diritti reali (De iudiciis)
- XII - XIX: Obbligazioni e contratti (De rebus)
- XX - XXVII: Diritto di famiglia (Umbilicus)
- XXVIII - XXXVI: Successioni testamentarie (De testamentis)
- XXXVII - XLIV: Successioni del possesso e pretoria
- XLV - L: Diritto penale

## Edizioni
- (LA) Alberico da Rosate, Super secunda parte Infortiati, Lyon, Regnault, Georges, 1545.